# IQue Player
iQue Player (стилизовано как iQue PLAYER) — домашняя игровая приставка, версия Nintendo 64, производившаяся в 2003—2016 годах для китайского рынка компанией iQue. Компания была создана как совместное предприятие Nintendo и тайваньско-американского учёного Вэй Йена. Китайское название консоли — Shén Yóu Ji (神游机), что дословно переводится как «Игровая машина Бога». Слово Shényóu (神游) имеет также значение «совершить мысленное путешествие».
Приставка никогда не выпускалась за пределами Китая, хотя название iQue Player использовалось в англоязычной документации. Консоль и контроллер представляют собой единое устройство, подключаемое напрямую к телевизору. Дополнительный аксессуар позволяет играть в многопользовательском режиме.
Разработка консоли была направлена на решение двух задач: противодействие распространению пиратских копий игр Nintendo в Китае и преодоление действовавшего с 2000 года запрета на продажу игровых консолей. Для обхода запрета устройство было выполнено в форм-факторе игрового контроллера. Аппаратное обеспечение iQue Player представляет собой миниатюрную версию Nintendo 64, размещённую внутри контроллера, что позволило выпускать прямые порты игр с Nintendo 64. Игры хранились на флэш-карте объёмом 64 МБ и приобретались через специальные киоски или с помощью программы iQue@Home. В комплект поставки входили демо-версии четырёх игр.
В отличие от Nintendo 64, имевшей в Японии ограниченные сетевые функции, iQue Player обладал более развитыми онлайн-возможностями, включая обновление операционной системы и игр. Подключение к сети осуществлялось через USB-соединение с персональным компьютером.
iQue Player была анонсирована на выставке Tokyo Game Show 2003. Изначально планировалось, что на ней можно будет играть не только в игры Nintendo 64, но и в Super Nintendo. Дата выхода была назначена на середину октября, а дебютные рынки включали Шанхай, Гуанчжоу и Чэнду, а к весне следующего года система должна была выйти на остальные регионы Китая. Система пропустила старт продаж, запланированный на середину октября. К 21 ноября она стала доступна для покупки в магазине Lik Sang.
Продажи консоли начались 18 ноября 2003 года. Стратегия Nintendo на китайском рынке делала акцент на образовательном потенциале видеоигр и их роли в умственном и социальном развитии детей. Однако консоль не получила широкого распространения — общий объём продаж оценивается в 8000-12000 единиц. Изначально игры распространялись только через киоски iQue Depot, но в 2004 году был запущен сервис домашней загрузки iQue@Home. Последней выпущенной игрой стала Animal Crossing (动物森林, Animal Forest) в 2006 году.
В октябре 2016 года компания iQue объявила о закрытии сервиса iQue@Home к концу декабря того же года. Окончательное отключение серверов распространения контента произошло в 2018 году.
Библиотека iQue Player включала 14 игр, представлявших собой адаптированные версии релизов Nintendo 64, ранее выпущенных в Европе, Северной Америке и Японии.
Одна игра была отменена, The Legend of Zelda: Majora’s Mask, а другая, версия The Legend of Zelda: Ocarina of Time на традиционном китайском языке, была завершена, но так и не анонсирована.